# Venceremos
Venceremos (Vinceremo) era l'inno della coalizione Unidad Popular, il blocco politico di sinistra che portò il socialista Salvador Allende alla presidenza del Cile nel 1970. È attualmente la canzone più conosciuta della Nueva Canción Chilena.

## Storia
La canzone fu utilizzata durante la prima campagna presidenziale di Salvador Allende nel 1964, in cui venne eletto Eduardo Frei Montalva. Questa prima versione era stata registrata male. La musica era stata composta da Sergio Ortega: per la campagna elettorale cilena del 1970 fu arrangiata dal gruppo cileno Quilapayún, con la partecipazione di Eduardo Carrasco. Nella nuova versione i testi di Claudio Iturra erano stati adattati da Víctor Jara.
L'inno del partito Unidad Popular, divenne presto così popolare da diventare l'inno non ufficiale del Cile stesso durante il periodo del governo Allende, fino al golpe dell'11 settembre del 1973.
Il paese dove aveva trionfato Salvador Allende, era stata la società cilena in quegli anni piena di segnali e presagi che preannunciavano i cambiamenti a venire.

## Significato
Venceremos è un esempio del movimento musicale di protesta Nueva Canción Chilena, che aveva acquisito slancio per gran parte del decennio precedente. Questa canzone segna un riconoscimento significativo della spinta politica di questo movimento nel suo utilizzo come strumento di propaganda per la coalizione Unidad Popular. Dopo il successo di "Venceremos", Allende dichiarò la famosa frase "non può esserci rivoluzione senza canzone".

## Interpretazioni
Il brano, è successivamente stato reso celebre a livello internazionale grazie alle versioni cantate da:
- Sergio Ortega e Víctor Jara cantano l'inno di Unidad Popular nell'EP 7" Venceremos!! del 1970.
- gli Inti-Illimani incidono questo brano per la prima volta nel concept album del 1970 Canto al programa e poi in Viva Chile!.
- i Quilapayún incidono Venceremos per la prima volta nell'album del 1971 Vivir como él.
- il Canzoniere delle Lame lo canta in una versione tradotta in italiano in un 45 giri pubblicato dalla F.G.C.I. nel 1973, intitolato La F.G.C.I. e il «Canzoniere delle Lame» di Bologna presentano due canti politici cileni in occasione delle manifestazioni di solidarietà con il fronte di «Unità Popolare» del Cile.
- il brano è stato anche interpretato da Milva e incluso nell'album Libertà del 1976.